# Championnat du monde de match-play
Le Championnat du Monde de Match Play est l’un des quatre tournois annuels du World Golf Championships.
Depuis sa création en 1999 jusqu’en 2006, il s’est déroulé chaque année sur le parcours du La Costa Resort and Spa à Carslbad en Californie, à l’exception de l’édition 2001 qui s’est tenue sur le parcours du Metropolitan Golf Club à Victoria en Australie.
À compter de 2007, le tournoi a déménagé en Arizona, sur le parcours du Gallery Golf Club de Marana, près de Tucson. En 2009 le tournoi a encore une fois changé de parcours pour s’installer au Ritz-Carlton Golf Club, un parcours dessiné par Jack Nicklaus près de Marana.
Disputé en match-play, il oppose les 64 meilleurs golfeurs au classement mondial. Cette compétition fait partie intégrante des 3 principaux circuits du golf professionnel masculin, le PGA Tour, le Tour Européen PGA et le Japan Golf Tour. 
L’ensemble des matchs se déroulent sur 18 trous, à l’exception de la finale qui se dispute sur 36 trous. Une petite finale qui oppose les 2 vaincus des demi-finales détermine la 3e place du tournoi. Le 1er tour se déroule le mercredi, avec un tour par jour jusqu’au vendredi. Le samedi se déroulent les 1/4 de finale, ainsi que les 1/2 finales. Le finale et le match pour la 3e place ont lieu le dimanche pour conclure le tournoi.

## Palmarès
| Année                                           | Vainqueur                                   | Finaliste                                   | Score en finale                             | Parcours                                      |
| WGC-Dell Technologies Match Play                | WGC-Dell Technologies Match Play            | WGC-Dell Technologies Match Play            | WGC-Dell Technologies Match Play            | WGC-Dell Technologies Match Play              |
| ----------------------------------------------- | ------------------------------------------- | ------------------------------------------- | ------------------------------------------- | --------------------------------------------- |
| 2023                                            | Sam Burns                                   | Cameron Young                               | 6 & 5                                       | Austin CC, Austin, Texas                      |
| 2022                                            | Scottie Scheffler                           | Kevin Kisner                                | 4 & 3                                       | Austin CC, Austin, Texas                      |
| 2021                                            | Billy Horschel                              | Scottie Scheffler                           | 2 & 1                                       | Austin CC, Austin, Texas                      |
| 2020                                            | Annulé en raison de la pandémie de Covid-19 | Annulé en raison de la pandémie de Covid-19 | Annulé en raison de la pandémie de Covid-19 | Austin CC, Austin, Texas                      |
| 2019                                            | Kevin Kisner                                | Matt Kuchar                                 | 3 & 2                                       | Austin CC, Austin, Texas                      |
| 2018                                            | Bubba Watson                                | Kevin Kisner                                | 7 & 6                                       | Austin CC, Austin, Texas                      |
| 2017                                            | Dustin Johnson                              | Jon Rahm                                    | 1 up                                        | Austin CC, Austin, Texas                      |
| 2016                                            | Jason Day (2)                               | Louis Oosthuizen                            | 5 & 4                                       | Austin CC, Austin, Texas                      |
| WGC-Cadillac Match Play                         |                                             |                                             |                                             |                                               |
| 2015                                            | Rory McIlroy                                | Gary Woodland                               | 4 & 2                                       | TPC Harding Park, San Francisco, Californie   |
| WGC-Accenture Match Play                        |                                             |                                             |                                             |                                               |
| 2014                                            | Jason Day                                   | Victor Dubuisson                            | 23 trous                                    | Ritz-Carlton Golf Club, Marana, Arizona       |
| 2013                                            | Matt Kuchar                                 | Hunter Mahan                                | 2 & 1                                       | Ritz-Carlton Golf Club, Marana, Arizona       |
| 2012                                            | Hunter Mahan                                | Rory McIlroy                                | 2 & 1                                       | Ritz-Carlton Golf Club, Marana, Arizona       |
| 2011                                            | Luke Donald                                 | Martin Kaymer                               | 3 & 2                                       | Ritz-Carlton Golf Club, Marana, Arizona       |
| 2010                                            | Ian Poulter                                 | Paul Casey                                  | 4 & 2                                       | Ritz-Carlton Golf Club, Marana, Arizona       |
| 2009                                            | Geoff Ogilvy (2)                            | Paul Casey                                  | 4 & 3                                       | Ritz-Carlton Golf Club, Marana, Arizona       |
| 2008                                            | Tiger Woods (3)                             | Stewart Cink                                | 8 & 7                                       | The Gallery Golf Club, Marana, Arizona        |
| 2007                                            | Henrik Stenson                              | Geoff Ogilvy                                | 2 & 1                                       | The Gallery Golf Club, Marana, Arizona        |
| 2006                                            | Geoff Ogilvy                                | Davis Love III                              | 3 & 2                                       | La Costa Resort and Spa, Carlsbad, Californie |
| 2005                                            | David Toms                                  | Chris DiMarco                               | 6 & 5                                       | La Costa Resort and Spa, Carlsbad, Californie |
| 2004                                            | Tiger Woods (2)                             | Davis Love III                              | 3 & 2                                       | La Costa Resort and Spa, Carlsbad, Californie |
| 2003                                            | Tiger Woods                                 | David Toms                                  | 2 & 1                                       | La Costa Resort and Spa, Carlsbad, Californie |
| 2002                                            | Kevin Sutherland                            | Scott McCarron                              | 1 up                                        | La Costa Resort and Spa, Carlsbad, Californie |
| 2001                                            | Steve Stricker                              | Pierre Fulke                                | 2 & 1                                       | Metropolitan Golf Club, Victoria, Australie   |
| WGC-Andersen Consulting Match Play Championship |                                             |                                             |                                             |                                               |
| 2000                                            | Darren Clarke                               | Tiger Woods                                 | 4 & 3                                       | La Costa Resort and Spa, Carlsbad, Californie |
| 1999                                            | Jeff Maggert                                | Andrew Magee                                | 38 trous                                    | La Costa Resort and Spa, Carlsbad, Californie |

(*) Victoires

## Records
- Finale (36 trous) - 8 & 7, Tiger Woods contre Stewart Cink (2008)
- Autres matchs (18 trous) - 9 & 8, Tiger Woods  contre Stephen Ames (2006, 1er tour)